# Phaenoglyphis villosa
Phaenoglyphis villosa är en stekelart som först beskrevs av Hartig 1841. Enligt Catalogue of Life ingår Phaenoglyphis villosa i släktet Phaenoglyphis och familjen Charipidae, men enligt Dyntaxa är tillhörigheten istället släktet Phaenoglyphis och familjen glattsteklar. Arten är reproducerande i Sverige. Inga underarter finns listade i Catalogue of Life.